# My Stay In Sendai
《My Stay In Sendai》는 가수 이수영의 네 번째 정규 앨범이다. 3집 《made in Winter》의 활동을 마감한 후 곧바로 녹음에 임해서 만들어진 앨범이다. 짧은 작업기간으로 인해 앨범의 퀄리티가 떨어질거라는 예상에도 불구하고 이 앨범은 이수영에게 유례없는 인기를 가져다주었으며 역대 이수영의 음반 중 가장 많은 판매량을 기록하였다. 전체적인 앨범의 색은 서정적인 발라드곡 중심이나 간간이 빠르게 진행되는 템포의 곡들도 수록하였다. 그러나 12번 트랙부터 실린 리메이크 곡과 각종 OST 참여곡들은 앨범을 지루하게 만들었으며 18살에 가수로 데뷔한 이소은이 불렀던 〈작별〉을 리메이크한 곡의 경우 가사 내용과 이수영의 이미지가 전혀 부합되지 않는다는 평을 받았다. 〈두근두근〉은 밝은 분위기의 댄스곡으로 그룹 신화의 김동완이 간주부분의 피처링을 맡았다. PS2 게임 《파이널 판타지 X》의 OST 수록곡이기도 한 〈얼마나 좋을까〉(素敵だね의 한국판 리메이크곡)는 방송활동을 하지 않았음에도 불구하고 차트 상위권을 기록했으며 해당 곡을 통해 파이널 판타지 X가 파이널 판타지 유저들뿐 아니라 대한민국 전체에 더욱 많이 알려지게 되었다.
후속곡인 〈빚〉은 초판에 실린 버전과 나중에 재발매된 버전이 각각 다른 편곡의 버전이다. 특히 재발매된 버전은 오케스트레이션이 좀 더 강화되었으며 후렴구도 추가되었다.

## 첫 번째 싱글
〈라라라〉는 어쿠스틱 기타 반주와 중반부 오케스트라 세션이 들어간 매우 서정적이고 편안한 곡이다. 발표 직후부터 많은 인기를 받은 곡으로서 이수영이 각종 무대에서 가장 즐겨부르는 곡이기도 하다. 이 곡으로 이수영은 차트 1위라는 그녀의 소원을 이뤘고 인기와 함께 대중들에게 이수영이란 가수를 각인시켰다. 최근 한 사이트에서 약 1500명을 대상으로 실시한 설문조사에 따르면 설문 응답자의 약 50%가 〈라라라〉를 가장 좋아하는 이수영의 곡으로 뽑았다고 한다.

## 두 번째 싱글
〈빚〉은 해당 곡으로 활동하기 전 받았던 〈라라라〉의 인기에 힘입어 무난하게 차트에 진입했으며 두 번째 싱글임에도 불구하고 〈라라라〉와 맞먹는 인기를 얻었다. 차트에서 매우 오랜 기간 랭크되었으며 이러한 이유로 2003년 1월 발표한 베스트 앨범 《Sweet Holiday in Lombok》의 싱글인 〈굿바이〉도 매우 큰 인기를 얻어 〈라라라〉, 〈빚〉, 〈굿바이〉 세 곡을 연이어 히트시키는 기염을 토했다.

## 뮤직 비디오
배우 조윤희, 손태영, 이종수, 정재영이 주연으로 출연하였다. 기본 틀은 삼각관계 내용이지만 기존의 다른 발라드 뮤직비디오와는 달리 살인, 자살이라는 내용을 다뤘으며 결말은 등장인물이 유령이었다는 다소 충격적인 내용이다. 음반 발매전 1분짜리 예고편을 배포하여 홍보하였으며 〈라라라〉, 〈빚〉의 뮤직비디오로 각각 전편, 후편으로 나뉘어 제작되었다.

## 수록곡
| #            | 제목                         | 작사         | 작곡                                  | 재생 시간 |
| ------------ | ---------------------------- | ------------ | ------------------------------------- | --------- |
| 1.           | 〈Intro〉                    |              | 황성제                                | 1:35      |
| 2.           | 〈라라라〉                   | 강은경       | MGR (편곡: MGR)                       | 4:34      |
| 3.           | 〈Phantom of Love〉          | MGR          | 하림 (편곡: 하림)                     | 4:52      |
| 4.           | 〈Another Days〉             | 이동현       | 이동현 (편곡: 이동현)                 | 3:25      |
| 5.           | 〈마중〉                     | 조은희       | 이성환 (편곡: 김세진)                 | 4:12      |
| 6.           | 〈두근두근〉                 | 이수영       | 황성제 (편곡: 황성제)                 | 4:06      |
| 7.           | 〈Interlude 1〉 (Feat. 조pd) | -            | -                                     | 0:54      |
| 8.           | 〈I Am Free〉 (Without You)  | 이수영       | MGR (편곡: MGR, 이준호)               | 5:04      |
| 9.           | 〈빚〉                       | 강은경       | 황규동 (편곡: 이준호)                 | 4:06      |
| 10.          | 〈Good Bye〉                 | 이성환       | 이성환 (편곡: 김세진)                 | 3:35      |
| 11.          | 〈이별〉                     | 이준호       | 이준호 (편곡: 이준호)                 | 4:23      |
| 12.          | 〈작별〉                     | MGR          | MGR (편곡: 이동현)                    | 3:54      |
| 13.          | 〈흰눈이 오면〉              | 정세희       | 김건모 (편곡: 이준호)                 | 4:36      |
| 14.          | 〈Interlude 2〉              |              | Olivier (편곡: Olivier)               | 2:00      |
| 15.          | 〈얼마나 좋을까〉            | 김창수       | Uematsu Nobuo (편곡: Shiro Hamaguchi) | 5:31      |
| 16.          | 〈그녀에게 감사해요〉        | MGR          | MGR (편곡: MGR, 이준호)               | 4:43      |
| 17.          | 〈나를 지켜주세요〉          | 강은경       | 이경섭 (편곡: 이경섭)                 | 3:42      |
| 18.          | 〈라라라〉 (Instrumental)    |              | MGR                                   | 4:31      |
| 총 재생 시간 | 총 재생 시간                 | 총 재생 시간 | 총 재생 시간                          | 69:46     |

## 차트 기록
〈라라라〉
| 순위 | 1 | 2 | 3 |

〈빚〉
| 순위 | 26 | 10 | 5 | 3 | 2 | 2 | 3 | 2 | 2 | 1 |

〈얼마나 좋을까〉
| 순위 | 19 | 14 | 12 | 8 | 7 | 7 | 7 | 9 |